# Juegos Deportivos Nacionales de Mar y Playa de Colombia 2021
Los IV Juegos Deportivos Nacionales de Mar y Playa de Colombia fueron realizados en la región del Golfo de Morrosquillo en los departamentos de Córdoba y Sucre del 22 al 31 de octubre de 2021.
La ceremonia inaugural fue llevada a cabo el 22 de octubre en las playas de Tolú, contando con la presencia de María Isabel Urrutia, quien fue la presidenta de los juegos, además del ministro del deporte Guillermo Herrera y Ciro Solano Hurtado, presidente del Comité Olímpico Colombiano.

## Participantes
Participaron de las justas, 27 delegaciones de departamentos de Colombia, el Distrito Capital y la representación de las Fuerzas Militares se inscribieron ante el Ministerio del Deporte teniendo así, un total de 1100 participantes en 12 disciplinas diferentes, cifras récord para este evento multideportivo nacional.
| - Antioquia - Arauca - Atlántico - Bogotá, D. C. - Bolívar - Boyacá - Caldas - Casanare - Cauca - Cesar | - Chocó - Córdoba - Cundinamarca - Fuerzas Armadas - Guainía - Guaviare - Huila - La Guajira - Magdalena - Meta | - Norte de Santander - Quindío - Risaralda - San Andrés y Providencia - Santander - Sucre - Tolima - Valle del Cauca - Vaupés |

## Deportes
| - Deportes de mar - Actividades subacuáticas - Esquí acuático - Motonáutica - Natación en aguas abiertas - Surf - Vela | - Deportes de playa - Balonmano playa - Fútbol playa - Rugby playa - Triatlón - Ultimate - Voleibol playa |

## Medallero
- Medallero final actualizado al 31 de octubre de 2021.[3]

| Núm. | País                     | Oro | Plata | Bronce | Total |
| ---- | ------------------------ | --- | ----- | ------ | ----- |
| 1    | Valle del Cauca          | 16  | 13    | 10     | 39    |
| 2    | Bolívar                  | 13  | 5     | 6      | 24    |
| 3    | Bogotá, D. C.            | 7   | 12    | 11     | 30    |
| 4    | Antioquia                | 7   | 3     | 8      | 18    |
| 5    | Atlántico                | 4   | 4     | 2      | 10    |
| 6    | Santander                | 3   | 4     | 5      | 12    |
| 7    | Caldas                   | 3   | 3     | 2      | 8     |
| 8    | Córdoba                  | 2   | 3     | 1      | 6     |
| 9    | Cundinamarca             | 1   | 3     | 3      | 7     |
| 10   | San Andrés y Providencia | 1   | 0     | 1      | 2     |
| 11   | Magdalena                | 1   | 0     | 0      | 1     |
| 12   | Sucre                    | 0   | 3     | 1      | 4     |
| 13   | Risaralda                | 0   | 1     | 3      | 4     |
| 14   | Norte de Santander       | 0   | 1     | 1      | 2     |
| 15   | Huila                    | 0   | 1     | 0      | 1     |
| 16   | Chocó                    | 0   | 0     | 2      | 2     |
| 17   | Quindío                  | 0   | 0     | 1      | 1     |

     Departamentos sede (Córdoba y Sucre)